# Estadio Jāņa Daliņa
El Estadio Jāņa Daliņa (en español: Estadio Jānis Dāliņš), es un estadio multiusos ubicado en la ciudad de Valmiera, Letonia. El estadio fue inaugurado el 31 de julio de 1938 y cuenta con una capacidad para 2.000 asientos, sirve como sede del club de fútbol Valmiera FC de la Virslīga la máxima categoría del fútbol en Letonia. El estadio forma parte del “Valmieras Olimpiskais centrs”, el centro olímpico comprende además instalaciones para la práctica de baloncesto, voleibol, balonmano, piscina olímpica y hotel.
El estadio obtuvo su nombre actual después de que Letonia recuperó su independencia en 1991, fue nombrado en honor del atleta local Jānis Dāliņš especialista en marcha atlética, quien ganó la medalla de plata en los Juegos Olímpicos de Los Ángeles 1932 compitiendo en la distancia de 50 km marcha, y que batió repetidamente récords mundiales en marcha.
El estadio Jānis Daliņa está gestionado por SIA "Valmieras Olimpiskais centrs". En agosto de 2021 se completó la reconstrucción del estadio, durante la cual se realizaron importantes mejoras para el desarrollo de competiciones de atletismo.
El estadio albergó en 2021 la final de la Copa de Letonia, entre los clubes RFS Riga y FK Liepāja.

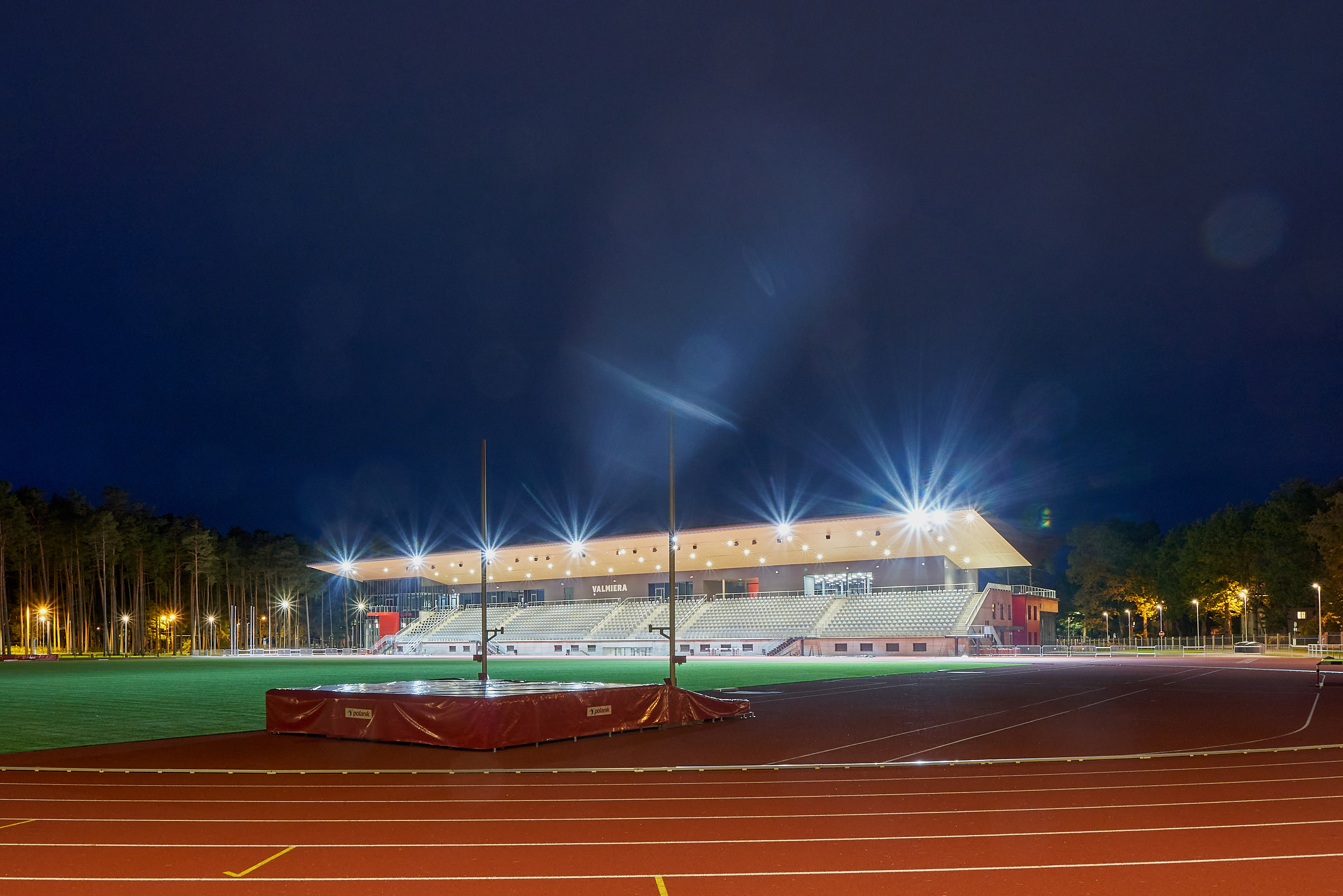